# 성우리
성우리(成友理, 1982년 3월 15일~)는 대한민국의 배우이자 전직 가수이다. 오사카부 네야가와시 출신이며, 소속사는 알파 에이전시이며, 전 소속사는 에이벡스 엔터테인먼트이다. 예명은 나카무라 유리(中村ゆり)이며, 아버지가 재일 한국인 3세, 어머니가 한국인이고, 국적은 대한민국이다.

## 출연

### 영화
| 연도 | 제목                           | 배역          | 비고                           |
| ---- | ------------------------------ | ------------- | ------------------------------ |
| 2003 | 《우연히도 최악의 소년》       | 아오이        |                                |
| 2007 | 《사쿠란》                     |               |                                |
| 2007 | 《박치기! LOVE & PEACE》       | 리경자        |                                |
| 2007 | 《천국에서 온 레브레터》       |               |                                |
| 2008 | 《길 위의 여행: R246 스토리》  | 오후미        | 옴니버스 영화; 〈요나오시〉 편 |
| 2009 | 《라라피포》                   | 사토 토모코   |                                |
| 2014 | 《무명인》                     | 한유리        |                                |
| 2016 | 《태풍이 지나가고》            | 마나미        |                                |
| 2016 | 《태양을 덮다》                | 마나미        |                                |
| 2017 | 《8년을 뛰어넘은 신부》        | 시마오 마미코 |                                |
| 2017 | 《점》                         |               |                                |
| 2019 | 《사랑노래 -약속의 나쿠히토-》 | 코이케 타에코 |                                |
| 2019 | 《이십일세기 소녀》            |               | 옴니버스 영화; 〈뮤즈〉 편     |
| 2019 | 《이네무리 이와네》            |               |                                |
| 2019 | 《그림자 밟기》                | 이나무라 요코 |                                |
| 2020 | 《후쿠시마 50》                | 마에다 카나   |                                |
| 2024 | 《오니헤이 범과장 혈투》       | 오마사        |                                |

- 2010년 《퍼레이드》
- 2010년 《바보》
- 2011년 《진짜로 일어날지도 몰라 기적》

### 드라마
- 2004년 《도키오: 아버지에게의 전언》
- 2005년 《도쿄프렌즈》
- 2008년 《도쿄 대공습》
- 2009년 《트라이앵글》
- 2009년 《세레브리3》
- 2009년 《돌아오는 건가!? 33분 탐정》
- 2009년 《보스》
- 2009년 《러브게임》
- 2009년 《사루록》
- 2009년 《도쿄 DOGS》
- 2010년 《달의 연인》
- 2010년 《GM: 춤춰라 닥터》
- 2010년 《료마전》
- 2010년 《교도관 나오키》
- 2011년 《해님》
- 2011년 《닥터스 최강의 명의》
- 2011년 《기묘한 이야기 가을 특별편 '가위바위보'》
- 2012년 《형사 구로카와 스즈키》
- 2012년 《우메짱 선생》
- 2012년 《미래일기》
- 2012년 《결혼하지 않는다》
- 2013년 《아포양~달리는 국제공항》
- 2014년 《무명인》

## 수상
| 연도 | 시상식                       | 부문     | 작품                    | 결과 |
| ---- | ---------------------------- | -------- | ----------------------- | ---- |
| 2007 | 제3회 오사카 시네마 페스티벌 | 신인상   | 《박치기 LOVE & PEACE》 | 수상 |
| 2007 | 2007년 전국영련상            | 여배우상 | 《박치기 LOVE & PEACE》 | 수상 |